# Манастир Горица
Манастир Горица припада епархији Горњокарловачкој СПЦ, налази се у месту Доњи Будачки на Кордуну. Недалеко од манастира налази се стари град Горица. Посвећен је Пресветој Богородици Тројеручици, а манастирски храм Светим апостолима Петру и Павлу.

## Прошлост
Подигнут крајем 17. вијека, након Велике сеобе Срба 1690. године у Будимске земље, под вођством Патријарха Арсенија III Црнојевића. Досељени Срби у овим крајевима формирали су Војну крајину која је имала задатак да брани Аустријско царство од упада Османске војске и турских пљачкаша.

## Други свјетски рат и послијератно вријеме
Током Другом свјетског рата манастир је, заједно са већином храмова Епархије Горњокарловачке, опљачкан, запаљен и порушен. Свештенство, монаштво и верни народ прогањани су и убијани на најсвирепији начин. Епископија горњокарловачка препуна је српских јама, стратишта и губилишта из тог времена. Недалеко од манастира у Доњем Будачком налази се масовна гробница у месту Иванић Јарак са 380 православних Срба које су тада убили Хрвати усташе.
По завршетку рата, комунистичке власти су прогониле свештенство, хапсиле их, црквена имовина је масовно одузимана, а забрањивана је била и обнова порушених храмова. Но и поред свих тих потешкоћа, залагањем владике Симеона горњокарловачког и свештеника Душана Пушкара, храм Светих апостола Петра и Павла је обновљен, освећен и стављен у богослужбену употребу 1963. године.

## Протјеривање крајем 20. вијека
Током рата у бившој СФРЈ и распада СФРЈ 1995. године хрватска војска је протерала православно свештенство и народ са овог подручја. Том приликом, као и већина православних светиња, манастир Горица је поново уништен - манастирски храм и манастирски конак су опљачкани и уништени.

## Садашњост
Манастир је поново обновљен тек 2007. године.